# Ostatni krzyk. Od Katynia do Smoleńska historie dramatów i miłości
Ostatni krzyk. Od Katynia do Smoleńska historie dramatów i miłości – zbiór reportaży Barbary Stanisławczyk wydany w 2011 przez Dom Wydawniczy „Rebis”.
Treść książki stanowi opis losu dziesięciu ofiar katastrofa polskiego Tu-154 w Smoleńsku z 10 kwietnia 2010 (głównie działaczy Federacji Rodzin Katyńskich) oraz ich krewnych lub powinowatych - ofiar zbrodni katyńskiej z kwietnia 1940, a także ich rodzin.
W zamyśle autorki istotne było ukazanie „koła historii, jakie się zatoczyło w ciągu 70 lat i domknęło właśnie w Smoleńsku”; pierwotnie treść miała obejmować historię 11 osób „zmierzających w miejsce mordu swoich bliskich, a wcześniej walcząc o ich pamięć”, jednak w wersji ostatecznej nie został osobno opisany Andrzej Sariusz-Skąpski, jako że jego córka Izabella Sariusz-Skąpska „wycofała swoje wypowiedzi i odmówiła dalszej współpracy”. Treść książki każdorazowo przy każdej z historii jest podzielona na podrozdziały zatytułowane Wyjazd, Siedemdziesiąt lat wcześniej i Siedemdziesiąt lat później.
Magazyn Literacki „Książki” uznał publikację za książkę listopada 2011 w kategorii „reportaż” i przyznał jej nagrodę „Książki roku” 2011.
Bohaterowie reportaży
1. Maria Kaczyńska oraz Jan Mackiewicz i Witold Mackiewicz
2. Bożena Mamontowicz-Łojek oraz Leopold Łojek
3. Katarzyna Piskorska oraz Tomasz Piskorski
4. Gabriela Zych oraz Stefan Zych
5. Leszek Solski oraz Kazimierz Solski i Adam Solski
6. Bronisława Orawiec-Löffler oraz Franciszek Orawiec
7. Tadeusz Lutoborski oraz Adam Lutoborski

8. i 9. Anna Maria Borowska i Bartosz Borowski oraz Franciszek Popławski
10. Ewa Bąkowska oraz Mieczysław Smorawiński